# Geiersbachtal
Koordinaten: 50° 21′ 14″ N, 11° 14′ 27″ O
Das Naturschutzgebiet Geiersbachtal liegt im Landkreis Sonneberg in Thüringen. Das Gebiet erstreckt sich südlich von Mönchsberg und nordwestlich von Schwärzdorf – beide Ortsteile der Gemeinde Föritztal. Am nordwestlichen Rand des Gebietes verläuft die Kreisstraße K 30, nordwestlich die Landesstraße L 2661 und südlich die B 89. Durch das Gebiet fließt die Föritz. Östlich verläuft die Landesgrenze zu Bayern und südlich erstreckt sich das 181,4 ha große Naturschutzgebiet Föritzgrund.

## Bedeutung
Das rund 27,1 ha große Gebiet mit der Kennung 470 wurde im Jahr 2001 unter Naturschutz gestellt. 